# Л'Инкростоло (Ређо Емилија)
Л'Инкростоло је насеље у Италији у округу Ређо Емилија, региону Емилија-Ромања.
Према процени из 2011. у насељу је живело 28 становника. Насеље се налази на надморској висини од 607 м.